# Neohirasea obesus
Neohirasea obesus är en insektsart som först beskrevs av Brunner von Wattenwyl 1907.  Neohirasea obesus ingår i släktet Neohirasea och familjen Phasmatidae. Inga underarter finns listade i Catalogue of Life.